# Cytora aranea
Cytora aranea es una especie de molusco gasterópodo de la familia Pupinidae. 

## Distribución geográfica
Se encuentra en Nueva Zelanda